# Hamnscen med drottningen av Sabas avfärd
Hamnscen med drottningen av Sabas avfärd (engelska: Seaport with the Embarkation of the Queen of Sheba) är en oljemålning av barockkonstnären Claude Lorrain. Den målades 1648 och ingår sedan 1824 i National Gallerys samlingar i London. 
I Gamla Testamentet (Första Kungaboken 10, Andra Krönikeboken 9) berättas om hur drottningen av Saba reste till Israel för att besöka kung Salomo, lockad av ryktet om hans stora vishet. Målningen skildrar hennes avfärd från Saba som låg vid Röda havet i dagens Jemen. Enligt Bibeln red hon på kameler genom öknen, men i Claudes målning sker resan över havet. Hon avbildas iförd en röd känning, blå kappa och med en krona på huvudet på väg ner för trapporna till den väntande roddbåten som ska ta henne till ett större segelfartyg. 
Fransmannen Claude Lorrain var i större delen av sitt liv bosatt i Rom. Förutom landskap målade han även ett stort antal hamnscener, till exempel Hamnscen med Sankta Ursulas avfärd (1641). Byggnaderna i målningen är baserade på romersk arkitektur från antiken och renässansen. I bakgrunden syns en soluppgång över havet med mästerligt återgivna motljuseffekter. 
Målningen var ett beställningsverk av den franske hertigen och militären Frédéric-Maurice de La Tour d'Auvergne. Samtidigt beställde han också Landskap med Isak och Rebeckas bröllop som utgör en pendang till Hamnscen med drottningens av Sabas avfärd. De båda målningarna tillhör Claudes mest berömda verk och inspirerade bland annat William Turner till att måla Dido grundar Karthago 1815. Turner testamenterade alla sina målningar till brittiska staten under förutsättning att Dido grundar Karthago och Sun rising through Vapour (före 1807) skulle ställas ut intill Claudes två tavlor. De fyra tavlorna är idag utställda tillsammans på National Gallery.  

## Relaterade målningar

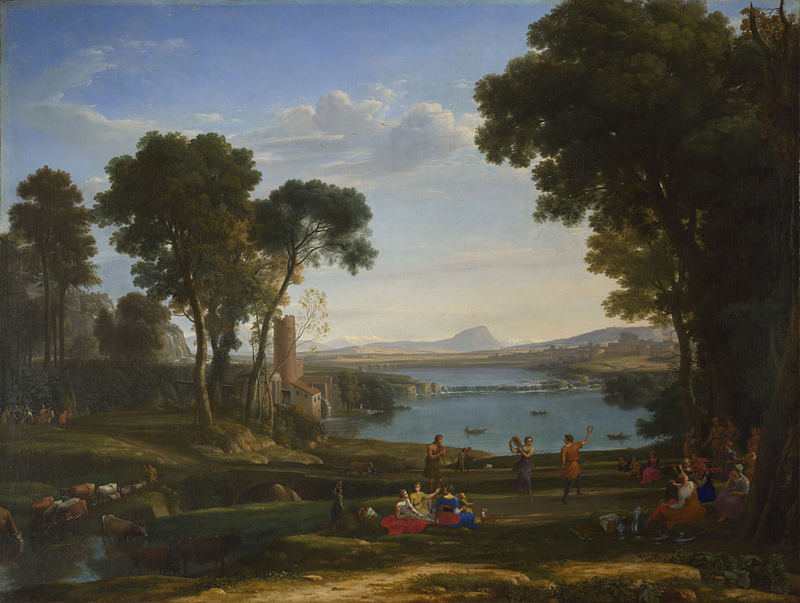
Claudes Landskap med Isak och Rebeckas bröllop (1648), National Gallery
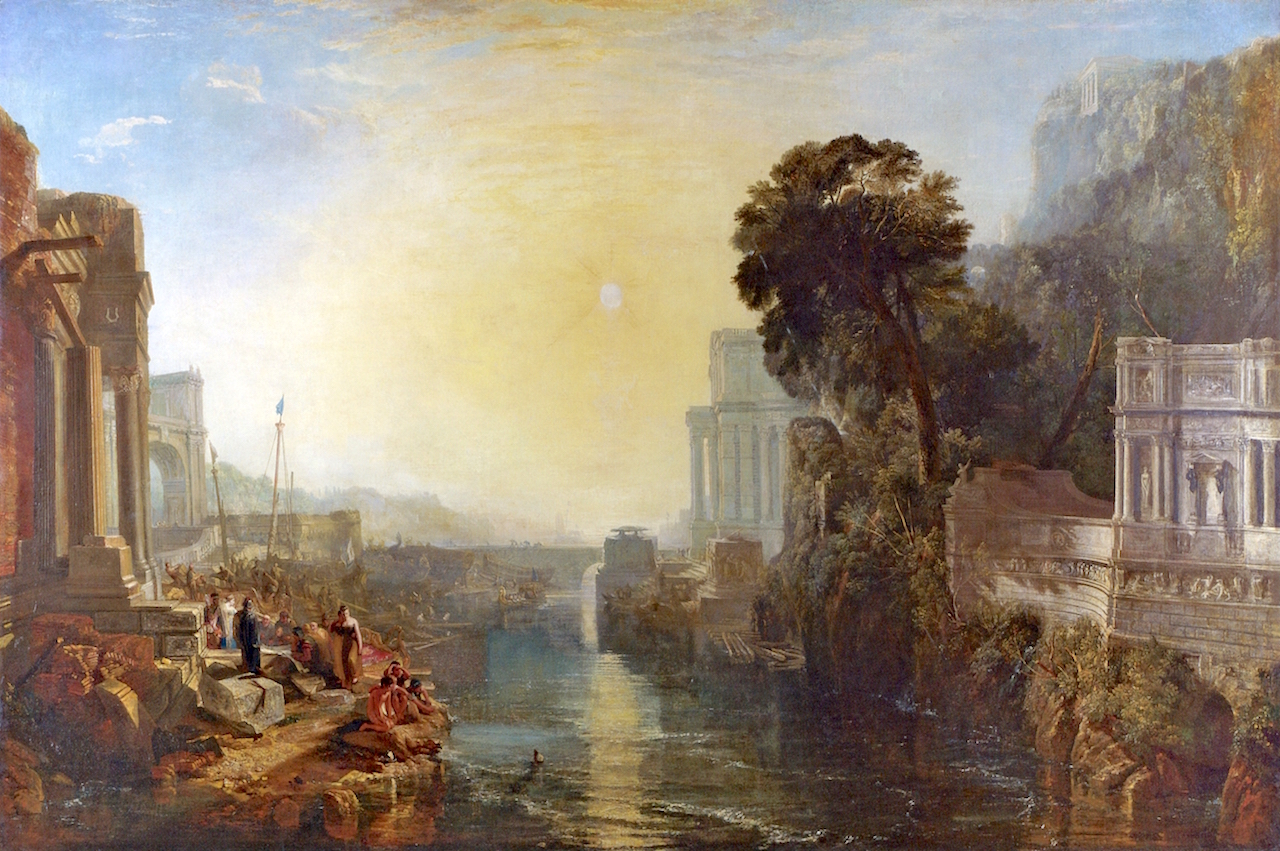
William Turners Dido grundar Karthago (1815), National Gallery